# Lissodema heyana
Lissodema heyana is een keversoort uit de familie platsnuitkevers (Salpingidae). De wetenschappelijke naam van de soort werd in 1833 gepubliceerd door John Curtis.